# پوونگسک
پوونگسک (به لهستانی:  Płońsk) یک منطقهٔ مسکونی در لهستان است که در شهرستان پوونگسک واقع شده‌است. پوونگسک ۱۱٫۶ کیلومتر مربع مساحت و ۲۲٬۵۰۰ نفر جمعیت دارد.

## خواهرخوانده
شهرهای چاکوتس، ولگوگراد و نوتارسکو خواهرخوانده‌های پوونگسک هستند.